# Trichomycteridae
Trichomycteridae – rodzina ryb sumokształtnych (Siluriformes), obejmująca ponad 150 gatunków niewielkich ryb o wydłużonym ciele, w tym kilka pasożytujących na skrzelach dużych ryb. Do najbardziej znanych należy wandelia (Vandellia cirrhosa).

## Zasięg występowania
Kostaryka, Panama i Ameryka Południowa.

## Charakterystyka
Ciało wydłużone, bez łusek. Zwykle dwie pary krótkich wąsików szczękowych. U większości nie występuje płetwa tłuszczowa. U wielu gatunków obecne są ostre kolce na pokrywie skrzelowej.

## Klasyfikacja
Wyróżniono 8 podrodzin: Sarcoglanidinae, Trichomycterinae, Copionodontinae, Trichogeninae, Vandelliinae, Stegophilinae, Tridentinae i Glanapteryginae.
Rodzaje zaliczane do tej rodziny:
Acanthopoma — Ammoglanis  — Apomatoceros  — Bullockia  — Copionodon  — Eremophilus  — Glanapteryx  — Glaphyropoma  — Haemomaster  — Hatcheria  — Henonemus  — Homodiaetus  — Ituglanis  — Listrura  — Malacoglanis  — Megalocentor  — Microcambeva  — Miuroglanis  — Ochmacanthus  — Paracanthopoma  — Parastegophilus  — Paravandellia  — Pareiodon  — Plectrochilus  — Pseudostegophilus  — Pygidianops  — Rhizosomichthys  — Sarcoglanis  — Schultzichthys  — Scleronema  — Silvinichthys  — Stauroglanis  — Stegophilus  — Stenolicmus  — Trichogenes  — Trichomycterus  — Tridens  — Tridensimilis  — Tridentopsis  — Typhlobelus  — Vandellia